# Jingyuan (Guyuan)
Jingyuan (chinesisch 泾源县, Pinyin Jīngyuán Xiàn) ist ein Kreis im Autonomen Gebiet Ningxia der Hui in der Volksrepublik China. Er gehört zum Verwaltungsgebiet der bezirksfreien Stadt Guyuan. Er hat eine Fläche von 961 km² und zählt 120.000 Einwohner. Sein Hauptort ist die Großgemeinde Xiangshui (香水镇).
Koordinaten: 35° 31′ N, 106° 20′ O